# Buget personal

O persoană care își administrează bugetul pe hârtie

Un buget personal (pentru o persoană) sau un buget al gospodăriei (pentru un grup care locuiește împreună) este un plan financiar care coordonează veniturile și cheltuielile, având scopul de a gestiona eficient resursele financiare.

## Scop
Bugetele personale sunt, de obicei, create pentru a ajuta o persoană sau o gospodărie să își gestioneze cheltuielile și să își atingă obiectivele financiare. Având un buget, oamenii se simt mai în control asupra finanțelor lor, ceea ce le permite să evite cheltuielile excesive și să economisească bani. Persoanele care își planifică veniturile și cheltuielile sunt mai puțin predispuse să acumuleze datorii mari, au șanse mai mari de a avea o viață confortabilă la pensie și sunt mai bine pregătite pentru situații de urgență. Un buget bine gestionat contribuie la stabilitatea financiară pe termen lung, permițând economii pentru scopuri importante, cum ar fi achiziția unei locuințe sau pentru educația copiilor.

## Metode de bugetare personală
În forma sa cea mai simplă, crearea unui buget personal presupune calcularea venitului net, urmărirea cheltuielilor pe o perioadă definită, stabilirea obiectivelor pe baza informațiilor adunate, elaborarea unui plan pentru a atinge aceste obiective și ajustarea cheltuielilor în conformitate cu planul stabilit. Există multiple metode de bugetare care ajută persoanele să realizeze acest lucru.

### Bugetul 50/30/20
Bugetul 50/30/20 este un plan simplu care împarte cheltuielile personale în trei categorii: „nevoi” (necesități esențiale), „dorințe” și economii. 50% din venitul net este alocat pentru nevoi, 30% pentru dorințe și 20% pentru economii.

### Metoda „Plătește-te pe tine mai întâi” (bugetul 80/20)
În metoda „Plătește-te pe tine mai întâi”, persoanele economisesc mai întâi cel puțin 20% din venitul lor net, iar restul de 80% poate fi cheltuit liber. De asemenea, se pot alege bugete în proporție de 70/30, 60/40 sau 50/50 pentru economii mai mari. Cea mai importantă parte a acestei metode este ca economiile să fie puse deoparte înainte de a cheltui pe orice altceva.

#### Metoda conturilor sub-economii
Această metodă este o variantă a bugetului „Plătește-te pe tine mai întâi”, în care persoanele creează mai multe conturi de economii, fiecare destinată unui obiectiv specific (de exemplu, vacanță sau achiziție auto), cu o sumă ce trebuie atinsă până la o dată limită. Apoi, împart suma necesară în funcție de termenul stabilit pentru a calcula cât trebuie economisit lunar.

### Metoda plicurilor (bugetare exclusiv în numerar)

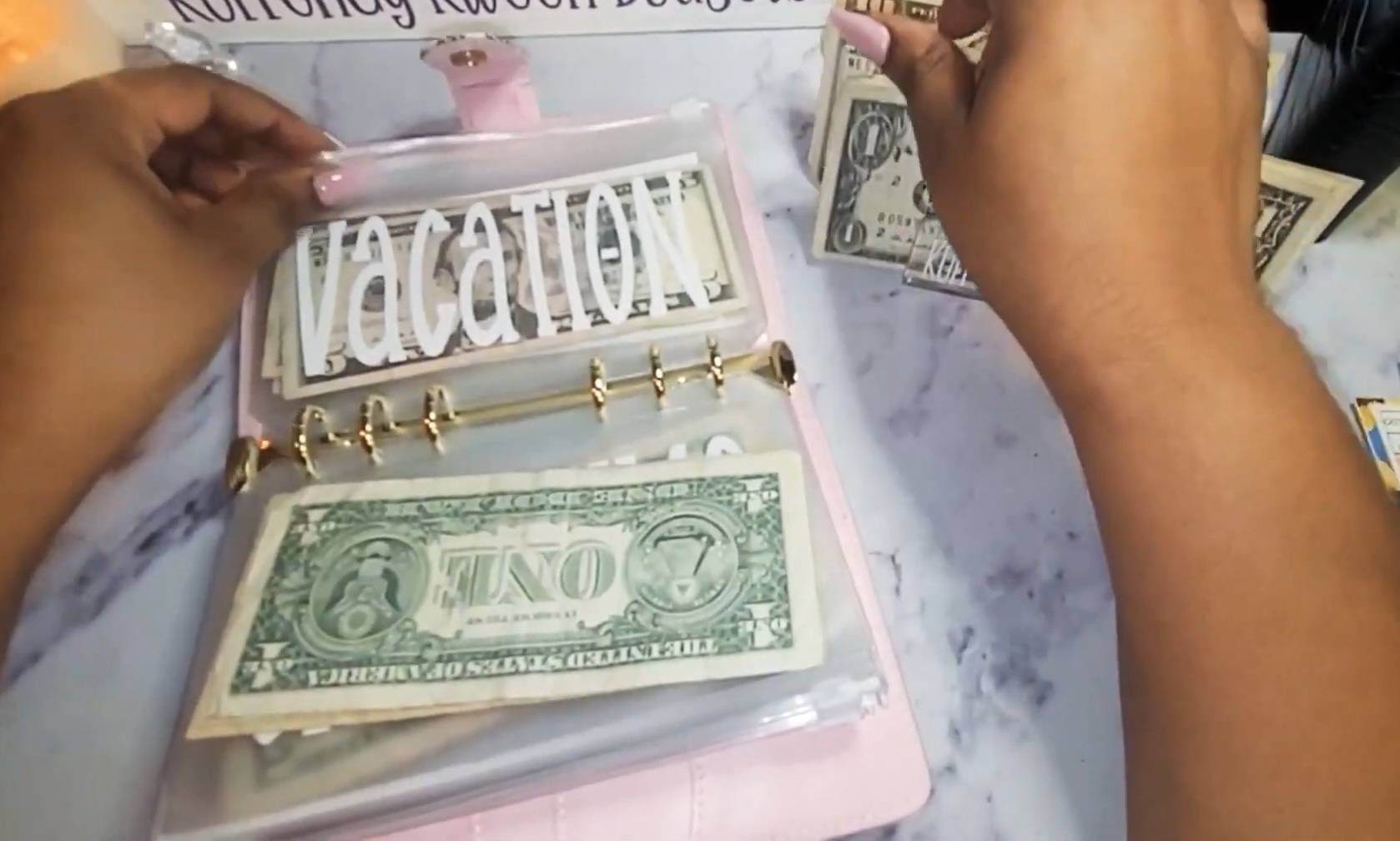
O persoană care foloseşte sistemul plicurilor, punând bani într-un dosar cu plicuri etichetate din plastic

Pentru această metodă, persoanele folosesc numerar în loc de carduri de debit sau credit. Ele își alocă venitul net în categorii (de exemplu, alimente), retrag banii corespunzători fiecărei categorii și îi pun în plicuri. De fiecare dată când doresc să cumpere ceva dintr-o categorie, iau doar plicul desemnat, pentru a evita depășirea bugetului.

### Bugetarea pe bază de zero
Bugetarea pe bază de zero presupune alocarea întregului venit net înainte de a cheltui, astfel încât fiecare unitate de venit să aibă un scop (de exemplu, cheltuieli, economii sau investiții). Această metodă presupune împărțirea venitului în diverse categorii de cheltuieli, asigurându-se că toate fondurile au un scop definit, iar la sfârșitul lunii există un sold zero în buget.

### Kakeibo (Jurnal financiar al gospodăriei)
Kakeibo este o metodă tradițională japoneză de gestionare a banilor, care pune accent pe conștientizare și reflecție asupra cheltuielilor, ajutând utilizatorii să ia decizii financiare mai bine fundamentate. Procesul începe prin calcularea veniturilor nete disponibile, notarea cheltuielilor fixe și stabilirea sumei rămase pentru cheltuieli variabile, care sunt împărțite în patru categorii: necesar (locuință, alimente, transport), dorințe (haine, ieșiri, gadgeturi), culturale (cărți, cursuri, hobby-uri) și neprevăzute (urgențe, reparații). Spre deosebire de metodele tradiționale de economisire, Kakeibo recomandă ca suma destinată economiilor să fie pusă deoparte la începutul lunii, nu la final, astfel încât restul banilor să fie gestionați mai eficient. Pe parcursul lunii, toate cheltuielile sunt înregistrate, iar la finalul fiecărei săptămâni și al fiecărei luni se realizează o analiză a banilor cheltuiți, răspunzând la întrebări precum „Această cheltuială a fost justificată?” sau „Cum pot economisi mai bine luna viitoare?”.
Deși există aplicații digitale pentru gestionarea finanțelor, metoda tradițională Kakeibo încurajează scrierea de mână a jurnalului financiar, considerând că acest proces ajută la creșterea responsabilității și la reducerea cumpărăturilor impulsive. În loc să impună restricții rigide, Kakeibo oferă un cadru flexibil care încurajează o relație mai conștientă cu banii și prioritizarea obiectivelor financiare. Beneficiile sale includ o mai bună organizare a bugetului, reducerea stresului financiar și dezvoltarea unor obiceiuri sustenabile de economisire. Astfel, Kakeibo nu este doar un instrument de urmărire a cheltuielilor, ci un stil de viață care ajută utilizatorii să își atingă obiectivele financiare pe termen lung într-un mod echilibrat și conștient.

## Software pentru gestionarea finanțelor personale

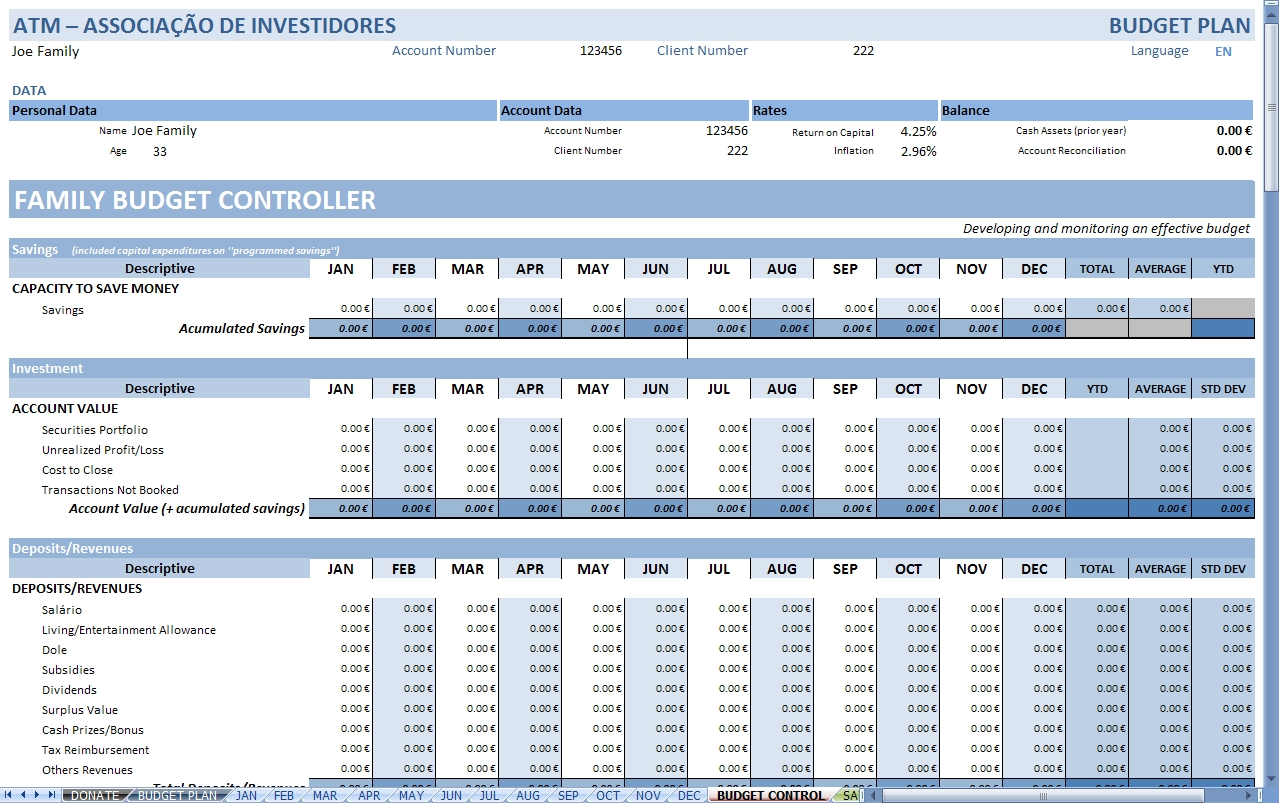
Buget personal într-un document Excel

Există o varietate de aplicații financiare pentru gestionarea finanțelor personale și aplicații mobile dezvoltate pentru a ajuta utilizatorii să își administreze banii. Unele dintre acestea sunt dedicate bugetării și monitorizării cheltuielilor, în timp ce altele se concentrează pe gestionarea portofoliilor de investiții. Multe aplicații oferă și funcționalități suplimentare, precum urmărirea obiectivelor financiare, categorisirea automată a cheltuielilor și analiza obiceiurilor financiare. Există opțiuni atât gratuite, cât și plătite.